# Мечеть Медресе Алі-бея
Мече́ть Медресе́ Алі́-бе́я (тур. Medrese Ali Bey Camii) — мечеть у центрі міста Едірне, Туреччина, збудована благодійником на ім'я Ібрагім, син Мустафи, у 1498 році. У минулому в народі була відома як Мечеть Алі-бея.
Мечеть зазнала значних пошкоджень внаслідок пожежі 1745 року та землетрусу 1751 року в Едірне і тривалий час перебувала в напівзруйнованому стані. Після ухвалення рішення про реставрацію мечеті на її території розпочалися розкопки. Через відсутність письмових та візуальних даних про мечеть було проведено порівняльне дослідження з іншими однокупольними мечетями Едірне. За результатами цього дослідження було визначено розташування та форму вікон. Щодо перекриття мечеті, було зроблено припущення, що вальмовий дах та черепичне покриття, видимі на фотографії 1917 року, могли бути встановлені після пожежі та землетрусу. На основі порівняльного аналізу з іншими однокупольними мечетями Едірне було вирішено відновити її з одним куполом. Подібне порівняльне дослідження було проведено і для притвору, за результатами якого його також було вирішено перекрити куполами. Після завершення всіх цих робіт мечеть була знову відкрита для богослужінь 8 травня 2018 року.
Мечеть має квадратний план та простий інтер'єр. Мінарет, розташований у західному куті мечеті, має основу з бутового каменю та цегляний стовбур. Мечеть була зареєстрована як пам'ятка архітектури I групи, що підлягає охороні, рішенням Ради з охорони культурної та природної спадщини Едірне від 04.07.2003 за номером 7697.